# Ludwig Greiner (Forstmann)

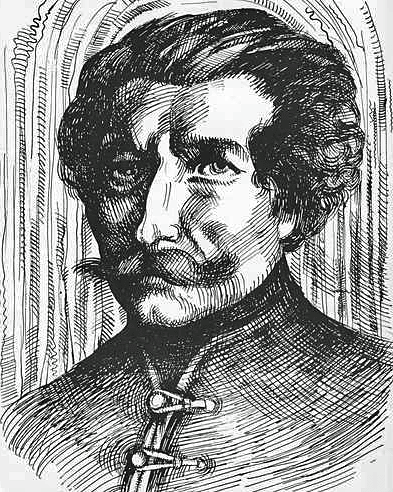
Ludwig Greiner

Ludwig Greiner (auch Ľudovít Greiner, Greiner Lajos; * 10. Mai 1796 in Lichtentanne; † 28. Oktober 1882 in Jelšava) war ein deutsch-slowakischer Forstmann und Landvermesser.

## Leben
Ludwig Greiner wurde 1796 als Sohn des evangelischen Pfarrers Johann Carl Nicol Greiner in Lichtentanne im damaligen Herzogtum Sachsen-Coburg-Saalfeld geboren. Er besuchte das Gymnasium in Saalfeld und die Forstakademie Dreißigacker. Danach war er von 1816 bis 1819 als Förster in Baumgarten und qualifizierte sich in Mariabrunn für den höheren Forstdienst in Österreich. Von 1819 bis 1824 war er als Forsttaxator in Diensten der Fürsten Lubomirski auf deren umfangreichen Ländereien im damaligen Galizien angestellt. In den Jahren 1824 bis 1826 studierte er Mathematik, Physik und Chemie am Polytechnischen Institut in Wien. Von 1826 bis 1828 war er Forstverwalter für die Besitzungen des Herzogs Ernst I. von Sachsen-Coburg in dessen Herrschaft Greinburg. Danach trat er ab 1. April 1828 in den Dienst von dessen Bruder Ferdinand von Sachsen-Coburg-Kohary und verwaltete die ausgedehnten Forstreviere, die zu den Besitztümern des Hauses Sachsen-Coburg-Koháry im damaligen Oberungarn (etwa der heutigen Slowakei entsprechend) gehörten. Die Tätigkeit als Leiter der Forstverwaltung übte er bis zu seiner Pensionierung 1874 aus, danach war er noch bis 1877 als Taxator tätig. Der Sitz der Forstverwaltung befand sich in Jelšava. Dort heiratete er Maria Glószová, mit der er neun Kinder hatte, von denen zwei Söhne (Hugo und Ludwig) ebenfalls Forstbeamte wurden. Nach dem Tod seiner ersten Ehefrau 1857 war er in zweiter Ehe mit Otilia Sinovicová aus Banská Bystrica verheiratet.

## Tätigkeit als Forstbeamter
Greiner verbesserte die Effektivität der Forsttaxationsmethoden im Königreich Ungarn und schulte eine ganze neue Generation von Forstleuten im Sinne eines nachhaltigen Managements natürlicher Ressourcen. Während seine Ziele durch die Notwendigkeit definiert wurden, ein profitables Geschäft zu führen, führte er Verfahren ein, die die früheren auf Raubbau hinauslaufenden Methoden durch Praktiken ersetzten, die Aspekte der modernen Ökologie enthielten. Zu den unter seiner Leitung erzielten nachhaltigen Umwelteffekten gehörte die Wiederaufforstung des weitgehend abgeholzten Berges Kráľova hoľa bis zur natürlichen Waldgrenze bei etwa 1650 m.
Seine Holzertragstabellen, die 1877 und 1886 veröffentlicht wurden, erwiesen sich als zuverlässig genug, um über ein Jahrhundert lang in Gebrauch zu bleiben. Für die Bestimmung der Baumhöhen konstruierte er eigens einen Höhenmesser.
Er war 1851 einer der Gründer des Ungarischen Forstvereins und von 1852 bis 1857 dessen Vizepräsident.
Im Jahre 2006 wurde in einem Gebäude der Slowakischen Staatsforsten in Revúca ein Gedenkraum für Ludwig Greiner eingerichtet.

## Tätigkeit als Landvermesser
Ludwig Greiner konnte durch Messungen in den Jahren 1837 und 1838 nachweisen, dass die Gerlsdorfer Spitze der höchste Gipfel der Hohen Tatra und damit des gesamten Karpatenbogens ist und nicht wie bis dahin angenommen der Kriváň oder die Lomnitzer Spitze. Seine Erkenntnisse wurden erstmals im Jahre 1839 auf Deutsch publiziert, im Jahre 1851 auch auf Slowakisch; sie fanden aber erst im Jahre 1876 Berücksichtigung in der amtlichen Kartographie.

## Schriften
- Beiträge zur Kenntniss und Verbesserung des ungarischen Forstwesens und des Forstwesens im Allgemeinen. Bd. 1 Pest 1839, Bd. 2 Pest 1843.
- Wodurch könnte dem sehr fühlbaren Holzmangel und der Waldverwüstung in unserer Gegend (Zipsen) am zweckmäßigsten abgeholfen werden? Beantwortet von Ludwig Greiner. Pest 1845, urn:nbn:de:bvb:12-bsb10295548-7.
- Über Höhenbestimmungen der Karpathen. In: Allgemeine Land- und Forstwirtschaftliche Zeitung. Wien 1852.[4]
- Forststatistik der Waldungen des Gömörer Comitates in Ungarn. 1873.
- Grundzüge zu den Forsttaxationsverfahren und zum Zeichnen der Forstkarten auf den herzoglichen Coburg'schen Gütern in Ungarn. 1873.
- Termési táblák. (Ertragstabellen) 1877, Neuauflage 1886.
- Instruktion zur Führung der Forstertragskontrolle in den Hochwaldungen der herzoglich Coburg'schen Herrschaften Murány u. Kapsdorf. 1882.